# 高広次平 (3代)
3代 高広 次平（たかひろ じへい、1885年（明治18年）8月3日 - 1950年（昭和25年）9月25日）は、大正から昭和時代前期の政治家、銀行家、実業家。貴族院多額納税者議員。幼名は欣蔵。

## 経歴
2代高広次平の長男として富山県礪波郡福岡町（西礪波郡福岡町を経て現高岡市）に生まれる。早稲田大学政治経済科修了。1914年（大正3年）時点で県内で4番目の多額納税者だった。1920年（大正9年）3代次平を襲名した。
1915年（大正4年）中越鉄道の3代目社長に就任し、全線を開通させた。ついで1919年（大正8年）西礪波郡会議員を経て、福岡町会議員、同農会長を歴任する。ほか、山又機業社長、北陸信託、中越鉄道、富山県農工銀行、富山日報社各監査役などを歴任した。
銀行家としては、早大での学業後、第一銀行に入行し、その後、高岡共立銀行に転じた。1921年（大正10年）高岡銀行に移り取締役となり、さらに頭取に就任。1943年（昭和18年）十二銀行・高岡銀行・中越銀行・富山銀行が合併して北陸銀行が創立され副頭取となり、1946年（昭和21年）頭取に就任した。
1925年（大正14年）富山県多額納税者として貴族院議員に互選され、同年9月29日から1932年（昭和7年）9月28日まで在任した。

## 親族
- 父：2代高広次平（貴族院多額納税者議員）[3]
- 妹：井上たみ（井上清一の妻）
- 妻：高広多美（11代佐藤助九郎長女）[4]